# Marc Cheymol
Marc Cheymol, né le 21 juillet 1949 à Paris, est un universitaire, ancien diplomate culturel et critique littéraire français. Ses études publiées en France et au Mexique portent principalement sur la littérature latino-américaine et sur la littérature française et francophone du XXe siècle.

## Biographie

### Enfance et études
Fils, petit fils et arrière petit fils d'émigrés de l'exode rural des provinces de France (Auvergne, Bretagne, Alsace) au XIXe siècle, et du retour en France de pieds noirs bien avant la guerre d'Algérie, Marc Cheymol effectue ses études secondaires à Paris, au lycée Rodin. Après une année de lettres supérieures (hypokhâgne) au lycée Louis-le-Grand et de première supérieure (khâgne) au lycée Henri IV, il devient élève-professeur de l'IPES (1969-1970), puis il est reçu au concours d'entrée à l'École normale supérieure d'enseignement technique (ENSET) en 1970 et à l'agrégation de lettres modernes en 1974.

### Carrière universitaire
Après sa période de formation parisienne, Marc Cheymol choisit de travailler à l'étranger. En 1974, il est nommé à l'Université du Salvador mais la dégradation de la situation politique et sociale à la suite des progrès de l'Armée révolutionnaire du peuple salvadorienne (Ejército Revolucionario del Pueblo, ERP) amène le ministère des Affaires Étrangères à suspendre momentanément la coopération universitaire et à l'affecter en Turquie, où il enseigne comme lecteur à l'Université Gazi (alors institut pédagogique Gazi, Gazi Eğitim Enstitüsü (en) à Ankara, et où il ouvre un cours de phonétique française.
Pensionnaire à la Fondation Thiers comme attaché de recherche au CNRS (1976-1979), il obtient en 1979 un poste de lecteur à la Faculté de philosophie et lettres de Université Nationale Automne du Mexique. Il devient assesseur puis chef du département de français, et diversifie l'enseignement de la littérature française en organisant des séminaires sur le comparatisme, sur le baroque, sur l'argot, des cycles de ciné-club, etc.
Il soutient en 1982 une thèse de doctorat d'État à l'Université de Paris-IV Sorbonne en littérature comparée, sur Miguel Angel Asturias et la France.
Il participe en 1995 à la création de la chaire Roland Barthes à la Faculté de Philosophie et lettres de l'UNAM, dont il prononce la conférence inaugurale.

### Au service de la coopération
Chef du service universitaire à l'Institut Français d'Amérique Latine (1988-1995) de l'ambassade de France au Mexique, il est chargé de la programmation, de la coopération universitaire en sciences humaines et de la documentation universitaire à l'attention des étudiants mexicains, et des cours universitaires préparant au diplôme de la Sorbonne pour étrangers.
En 1995, une mission à Montréal, à l'Agence universitaire de la Francophonie, inaugure une nouvelle étape professionnelle, celle de la coopération multilatérale, qu'il poursuivra à Paris jusqu'en 2012. Chef de projet (1995-2000) à l'AUPELF-UREF à Montréal, puis à Paris à l'Agence Universitaire de la Francophonie, il est chargé de la mise en réseau des départements universitaires de français, puis des réseaux de chercheurs sur la langue, la littérature et les cultures,. Successivement coordonnateur (2000-2003), administrateur délégué (2003-2008) puis directeur (2008-2010) du programme « Langue française, diversité culturelle et linguistique », il est enfin directeur « Langue et communication scientifique en français » (2010-2012).

### Association Italiques
Il a été secrétaire général adjoint, puis secrétaire général de l'association Italiques  (2013 à 2017). Il en est depuis le webmestre.

## Activités éditoriales
Marc Cheymol a contribué à plusieurs projets collectifs dans le domaine de l'édition.
- cofondateur (avec Louis Panabière[7], Florence Olivier et Juan Pablo Rulfo), et rédacteur en chef (1988-1995) de la revue ALFIL[8] publiée par l'Institut français d'Amérique latine IFAL ;
- créateur et rédacteur en chef de la publication périodique Le français à l'université[9] (1996-2000), bulletin d'information et de liaison des enseignants et chercheurs des départements d'études françaises, des filières francophones, des centres de langue et des centres d'études ou de recherche sur la francophonie ;
- cofondateur et codirecteur de la collection « Planète Libre » avec Pierre-Marc de Biasi et Claire Riffard (2007-2017), à CNRS Éditions ;
- membre du comité scientifique de la collection « Italiques » (Roma, Aracne) avec Dominique Budor, Paolo Carile, Alessandro Giacone, Michèle Gendreau-Massaloux, Yves Hersant, Jean Musitelli.

## Récompenses et distinctions
- Chevalier dans l'Ordre des Arts et des Lettres : 2013[10],[11],[12].

## Publications

### Volumes
- Miguel Angel Asturias dans le Paris des années folles, Grenoble : PUG, 1987, 234 p.  (ISBN 2-7061-0297-7)[13],[14].

### Direction d'ouvrages / Coordination de volumes collectifs
- Littératures au Sud, sous la direction de Marc Cheymol, Paris : EAC-AUF, 2009, 256 p.  (ISBN 978-2-8130-0013-2)
- Aimé Césaire à l'œuvre, sous la direction de Marc Cheymol et Philipe Ollé-Laprune, Paris : EAC-AUF, 2010, 272 p.  (ISBN 978-2-8130-0040-8)[15],[16].
- Paris – Rome : trajectoires de deux capitales culturelles, sous la direction de Paolo Carile, Marc Cheymol et Jean Musitelli, Rome, Aracne, 2013, 256 p.  (ISBN 978-88-548-6328-6).
- Dall' Italia e dalla Francia. Visioni del Mediterraneo. D'Italie et de France. Visions de la Méditerranée, sous la direction de Paolo Carile, Marc Cheymol et Jean Musitelli, Rome, Aracne, 2014, 184 p.  (ISBN 978-88-548-7833-4).
- Ernesto Buonaiuti nella cultura europea del Novecento, sous la direction de Paolo Carile et Marc Cheymol, Modernism, Urbino, 2016-2, 414 p.  (ISBN 978-8837230203)[17].
- Vingt ans en ‘Italiques' / Vent'anni di ‘Italiques', sous la direction de Paolo Carile et Marc Cheymol, Rome, Aracne, 2017, 300 p.  (ISBN 978-88-255-0774-4).
- D'un seuil à l'autre. Approches plurielles, rencontres, témoignages, sous la direction de Jacqueline Bergeron et Marc Cheymol, Paris, EAC, 2017, XVI+280 p.  (ISBN 978-281300235-8)[18].
- La Grande guerre vue de Méditerranée : représentations et contradictions, sous la direction de Marc Cheymol et Eugène Gherardi, Rome – Corte, Aracne - UMR LISA – Conseil de la langue corse, 2018, 300 p.  (ISBN 978-88-255-1861-0).
- Modernismo, modernità, modernisme, modernité (a cura di Paolo Carile, Marc Cheymol, Fabrizio Chiappetti, Pierre-Antoine Fabre), Roma, tab edizioni, 2023, 294 p.  (ISBN 978-88-9295-755-8).

### Préfaces, introductions
- Montaigne, Pascal, La Rochefoucauld, La Bruyère, Vauvenargues, Chamfort, Joubert, Máximas francesas, Edición bilingüe, Traducción de Julieta Arteaga, Edición y prólogo: Marc Cheymol, México, Eosa, 1987, 410 p.Cyrano de Bergerac, Hercule-Savinien, El otro mundo, Traduction de Luis Zapata et Carlos Bonfil. Édition, prologue et notes de Marc Cheymol, México, CNCA, Col. « Cien del mundo », 1992, 229 p.  (ISBN 9682940427). Réédition México : CONACULTA, Dirección General de Publicaciones, 2001, 229 p.  (ISBN 978-9-682-94042-2).
- Descartes, René, Las pasiones del alma, Traduction de Consuelo Berges, Prologue de Marc Cheymol, México, CNCA, Col. « Cien del mundo », 1993, 134 p.  (ISBN 9682948819).
- Cendrars, Blaise, Poesía 1912-1919, Édition bilingue et prologue, Traduction d'Alicia Reyes, Carlos Bonfil et Marc Cheymol, México, UNAM, 1995, 199 p.  (ISBN 9683612555).
- Hugo, Victor, Bug-Jargal, trad. de Dionisio Alcalá Galiano; presentación de Marc Cheymol, México, CONACULTA, Colección “Clásicos para hoy” 13, 1997, 206 p.  (ISBN 9682949084)
- Rimbaud, Arthur, Obra poética y correspondencia escogida, Edicion de Marc Cheymol, Traducción de José Luis Rivas y Frédéric-Yves Jeannet. Revisión de textos de Juan Carlos Rodríguez, México, D.F., Universidad Nacional Autónoma de México / Alianza Francesa de México A.C. / Embajada de Francia en México, 1999, 323 p.  (ISBN 9683651828).
- Eloundou Eloundou, Venant; Frey, Claude, Ngamountsika, Édouard (dir.), La Langue française dans l'espace francophone. Pratiques, représentations, dynamique et didactique au XXIe siècle. Hommage au Professeur Ambroise Jean-Marc Queffélec, « Préface pour Ambroise », Paris, Éditions des archives contemporaines, p. I-VI.  (ISBN 978-2-813-00212-9).
- Carile, Paolo, Écritures de l'ailleurs. Négociants, émigrés, missionnaires et galériens, Prefazione di Marc Cheymol, « Une invitation aux voyages », Roma, TAB edizioni, collana Università, 2019 et Paris, L'Harmattan, 2020, p. 11-18  (ISBN 978-2-343-19136-2)[19],[20],[21].
- Carile, Paolo, Écritures de l'ailleurs. Négociants, émigrés, missionnaires et galériens, préface de Marc Cheymol, Deuxième édition, revue et augmentée, Roma, TAB edizioni, collana “Università”, 2021, 312 p.  (ISBN 978-8-892-95110-5)[22].

### Études parues en volumes collectifs ou en revues
- “El oro en la literatura francesa”, Diagonales, No.1, El oro, México, 1985, p. 127-137.
- “Jaime Torres Bodet y la literatura francesa”, Universidad de México, No.425, México, junio 1986, p. 3-13.
- “El Renacimiento del cuerpo : el blasón”, Diagonales, No.2, El fetichismo, México, 1986, p. 101-122.
- « Les revues latino-américaines à Paris (1900-1940) », « Le discours culturel dans les revues latino-américaines de l'entre-deux guerres (1919-1939) », « Victoria Ocampo (1890-1979) », La Revue des revues, No.5, Paris, printemps 1988, p. 16-28.
- “Miguel Ángel Asturias entre latinidad e indigenismo”, Dossier “Asturias y la Prensa Latina”:  Índice onomástico, ASTURIAS, Miguel Ángel, París 1924-1933, Periodismo y creación literaria, Edición crítica, Coordinador: Amos Segala, Colección « Archivos de la literatura latinoamericana y del Caribe”, UNESCO, Madrid-París-México, 1988, p. 844-882 et 922-939.
- “Samuel Beckett, novelista del fin de milenio”, Temas y variaciones de literatura, Coordinador: Antonio Marquet, México, UAM-Azcapotzalco, 1991, p. 39-57.
- “El mito de la cultura francesa en los Contemporáneos”, Los Contemporáneos en el laberinto de la crítica, (Actas del coloquio “Los Contemporáneos”, 1992). México, El Colegio de México, 1994, p. 431-445.
- “La modernidad : ¿ruptura o construcción de identidades?”, Modernización e identidades sociales (Coloquio de octubre de 1992). Edición de Gilberto Giménez et Ricardo Pozas Horcasitas, México, UNAM/Instituto de Investigaciones Sociales, 1994, p. 133-147.
- “Un capítulo de historia literaria. 1950-1990, La modernidad en busca de la escritura perdida”, Anuario de Letras Modernas, Vol.6, México 1993-1994, UNAM, Facultad de Filosofía y Letras, p. 161-212.
- “La prensa latina : nacimiento del concepto de latinidad”, Miguel Ángel Asturias 1899-1999, Col. “Archivos”, ALLCA/Ediciones UNESCO, Nanterre, 1999, p. 176-193.
- “La crítica, ¿apoyo o limitaciones para la enseñanza de la literatura?”, (Actas del coloquio de Literatura, 1985), Anuario de Letras Modernas, No.4 (1988-1990), México, UNAM, Facultad de Filosofía y Letras, 1993, p. 73-80.
- « Le regard au loin, levain de la recherche en littérature », in Francomanie, francophilie ou francophobie : comment construire la francophonie littéraire à l'Africaine ? Mélanges offerts au Professeur André-Marie Ntsobé, Omgba, Laurent-Richard, Mbassi Atéba, Raymond et Abada Medjo, Jean Claude (dir.), Paris, Éditions des archives contemporaines, 2014, p. 361-376.
- « Dans l'entre-deux », Critique, no 815, Paris, avril 2015, p. 349-351.
- « La boussole et l'astrolabe », in Habchi, Sobhi (dir.), Plus Oultre III. Mélanges offerts au Professeur Daniel-Henri Pageaux, Paris, L'Harmattan, 2016, p. 65-79.
- « La génétique textuelle pour la littérature d'expression française. La collection ‘Planète Libre' », in Biasi, Pierre-Marc de ; Herschberg Pierrot, Anne (dir.), L'Œuvre comme processus. Actes du Congrès mondial de critique génétique, Paris, CNRS Éditions, 2017, p. 237-245.
- « Le canon et la ‘loi de seuil' », in Canon culturel. canon littéraire. canon linguistique, Quæstiones Romanicæ, VI/2017, Szegzed, Jate Press / Szeged University Press, 2018, p. 339-354[23].
- « Le seuil du paradis », in Seuil, exil, Bergeron, Jacqueline & Lobo, Carlos (dir.), Pessac, Erasmus expertise, 2021, p. 143-160  (ISBN 978-2-9579236-0-1).

### Traductions
- Octavio Paz, « Alfonso Reyes, le cavalier de l'air », traduit par Marc Cheymol, Chronologie: Marc Cheymol, Paris, Librairie Séguier, 1991, 360 p.  (ISBN 9782877361804)